# 巴伐利亞的茱蒂絲
巴伐利亞的茱蒂絲（法語：Judith de Bavière，797年—843年4月19日），羅馬人的皇后、法蘭克人的王后，韋爾夫一世的女兒。

## 家庭
819年，茱蒂絲與虔誠者路易結婚，兩人共有1子1女：
1. 吉塞拉（英语：Gisela, daughter of Louis the Pious）（820年出生）
2. 查理二世（823年—877年）